# Fürth (Gemeinde Piesendorf)
Fürth ist ein Ortsteil von Piesendorf im Salzburger Land im Bezirk Zell am See in Österreich mit ca. 500 Einwohnern.

## Geografie
Der Ort liegt im Pinzgau im Salzburger Land. Östlich von Fürth liegt Aufhausen, ein weiterer Ortsteil, der zu Piesendorf gehört. 2 Kilometer südlich liegt die Gemeinde Kaprun und 2 km westlich liegt Piesendorf. Aufgrund dieser guten Lage ist Fürth ein Ziel für Unterkünfte für viele Touristen.

## Geschichte
Früher fiel Fürth noch unter den Ortsnamen Piesendorf. Erstmals urkundlich erwähnt wurde Piesendorf 1147 als Puesendorf. 1160 erfolgte der Bau der ersten Walcher Burg. 1816 kam das bis 1803 selbstständige Fürsterzbistum Salzburg und mit ihm Piesendorf zu Österreich und wurde bis 1848 von Linz verwaltet. Nach der Revolution 1848 kam es zur Aufhebung des Untertanenverhältnisses der Bauern zu den Grundherren und 1850 zur Gründung der Gemeinde Piesendorf.

## Wappen
Die einzelnen Ortsteile von Piesendorf sind unter ein gemeinsames Gemeindewappen vereint. Das Wappen der Gemeinde ist: „In geteiltem Schild oben in Rot ein stehender silberner Stier mit gesenktem Kopf in Angriffstellung, unten in Silber ein roter Wechselstufenbalken.“

## Verkehr
Der Ortsteil Fürth ist durch einen eigenen Bahnhof Fürth-Kaprun, welcher auch die Anbindung nach Kaprun herstellt, durch die Pinzgauer Lokalbahn erreichbar. Zwischen dem Bahnhof und Zell am See wird ein Vororteverkehr im Halbstundentakt abgewickelt, es ist auch ein Park-and-ride Parkplatz verfügbar.

## Wirtschaft und Infrastruktur
Der bedeutsamste Wirtschaftszweig ist der Tourismus.